# Alexandre Gueiros
Alexandre Gueiros (Recife, 11 de julho de 1948) é um jurista, diplomata, pastor evangélico e atual presidente da Igreja Cristã Maranata, sendo primo do terceiro presidente (Gedelti Gueiros, presidente de 2007 a 2025) e genro do segundo presidente (Edward Dodd, presidente de 1986 a 2007).

## Biografia
Filho de Rubem Furtado Gueiros (este um dos doze filhos do reverendo Jerônimo Gueiros, pastor presbiteriano conhecido como Leão do Norte) e de Gabriela Milito Gueiros, nasceu em Recife, capital pernambucana, aos 11 de julho de 1948.
Casou-se com Gladys Gueiros Dodd, filha de Sara Gueiros Dodd (irmã de Gedelti Gueiros) e Edward Hemming Dodd, líderes da Igreja Cristã Maranata.
Fez carreira diplomática e tornou-se embaixador.
Atualmente é presidente da Igreja Cristã Maranata.

## Carreira
Bacharelou-se em Direito pela Universidade Federal do Rio de Janeiro. Ingressou na diplomacia em 1971, tornando-se Assistente do Chefe da Divisão de Organização no mesmo ano e Chefe do Setor de Assuntos Gerais do Cerimonial, de 1971 a 1973. De 1973 a 1975, foi Assistente do Chefe do Cerimonial.
Tendo ingressado no Ministério das Relações Exteriores do Brasil em 1971, após concluir o Curso de Preparação de Carreira de Diplomata, pelo Instituto Rio Branco, ocupou o posto de Terceiro Secretário, tendo sido promovido a Segundo Secretário em 1976 (por antiguidade) e, por conseguinte, a Primeiro Secretário em 1979 (por merecimento).
De 1982 a 1983, foi Assistente do Chefe da Divisão da América Meridional-I. Fora Conselheiro em 1990 e Ministro de Segunda Classe da Carreira de Diplomata do Quadro Permanente do Ministério das Relações Exteriores em 1999, cargo que ocupou até 2007.
Nesse ínterim, desempenhou as funções de Cônsul-Geral Adjunto em Chicago, em 1991, Ministro-Conselheiro na Embaixada em Lisboa, em 2001, e Ministro-Conselheiro em Dublin de 2004 a 2007. Em 2007, foi nomeado embaixador do Brasil na Jamaica, pelo então presidente Lula.
Aposentou-se da carreira diplomática em 2019. Tornou-se vice-presidente da Igreja Cristã Maranata e de seu Conselho Presbiteral também em 2019. Com o falecimento de seu primo, Gedelti Gueiros, tornou-se presidente da denominação em 5 de julho de 2025.
Também é Coordenador do Conselho Diretor da Mesa Redonda para a Liberdade Religiosa.

## Presidência da Igreja Cristã Maranata
Com a morte de seu primo, Gedelti, em 5 de julho de 2025,Alexandre assumiu automaticamente a presidência, cargo ocupado por seu sogro (Edward Hemming Dodd) antes de Gedelti, nos termos do art. 9º, parágrafo segundo, do Estatuto da Igreja Cristã Maranata.
No entanto, na Escola Bíblica Dominical de 6 de julho de 2025, apresentou-se como vice-presidente e um simples membro do Conselho Presbiteral, indicando uma possível mudança futura na presidência, pondo fim à tradição de presidência vitalícia e familiar.
Na transmissão de 8 de julho de 2025, pela TV Maanaim, Alexandre deixou claro que não representaria mudança, mas continuidade:

"Apesar disso tudo, o Senhor continua conosco. A doutrina não se altera, será sempre a mesma: Corpo, Sangue, Direção do Espírito Santo, a Palavra Revelada. Continuaremos aí. Nunca o Senhor deixará de nos dirigir. E Graças a Deus, amados irmãos, porque nos temos o Conselho que o Senhor levantou e que vive na dependência do Espírito Santo para tomada de decisões. Conselho sempre sob a direção de nosso querido e inesquecível presidente [Gedelti] sempre foi um instrumento que ele [Gedelti] utilizava com a sabedoria que o Senhor lhe concedeu para buscar a direção do Senhor. Esse Conselho continuará a buscar a direção do Senhor para todas as nossas decisões. Esse Conselho continuará a buscar a direção do Senhor para todas as nossas decisões. Esse é o consolo para nós, é ânimo para nós. O Espírito Santo jamais nos deixará; continuará a nos revelar a medida que nos continuarmos - e continuaremos - dispostos a ouvir que Ele tem a dizer à Sua Igreja."

## Honrarias
Em 2022, foi agraciado com a Comenda Gedelti Gueiros, da Assembleia Legislativa do Estado do Espírito Santo, pelos serviços prestados à instituição religiosa. Anteriormente, fora agraciado com as medalhas do Mérito Santos-Dumont e do Mérito Tamandaré.
Ademais, recebera as seguintes comendas internacionais:
- Equador: Cavaleiro da Ordem Nacional do Mérito;
- México: Oficial da Ordem da Águia Asteca;
- Paraguai: Cavaleiro da Ordem Nacional do Mérito;
- Peru: Cavaleiro da Ordem do Sol do Peru; e
- Portugal: Cavaleiro da Ordem Militar de Cristo.